# Sexueller Missbrauch bei den USA Gymnastics
Der Skandal um den sexuellen Missbrauch bei den USA Gymnastics bezeichnet den sexuellen Missbrauch weiblicher, meist minderjähriger Athletinnen, ausgelöst durch die Untersuchungen gegen den Arzt Larry Nassar, in einem Zeitraum von fast 20 Jahren, beginnend in den späten 1990er Jahren.

## Hintergrund
2015 meldete Maggie Nichols einen sexuellen Missbrauch durch Larry Nassar. Im Zuge der Ermittlungen meldeten sich mehr als 368 Personen und sagten aus, dass sie von Turnhallenbetreibern, Trainern und Mitarbeitern, die für Turnprogramme im ganzen Land arbeiten, sexuell, physisch und psychisch missbraucht worden seien. Insbesondere der langjährige Arzt des Nationalteams von USA Gymnastics (USAG), Larry Nassar, wurde in hunderten von Klagen der Athleten genannt, die behaupteten, Nassar habe mindestens 14 Jahre lang unter dem Vorwand der medizinischen Behandlung Athletinnen sexuell missbraucht. Seit der Enthüllung des Skandals im September 2016 durch den Indianapolis Star meldeten sich mehr als 265 Frauen, darunter die ehemaligen USAG-Nationalmannschaftsmitglieder Jessica Howard, Jamie Dantzscher, Morgan White, Jeanette Antolin, McKayla Maroney, Aly Raisman, Maggie Nichols, Gabby Douglas, Simone Biles, Jordyn Wieber, Sabrina Vega, Ashton Locklear, Kyla Ross, Madison Kocian, Amanda Jetter, Tasha Schwikert, Mattie Larson, Bailie Key, Kennedy Baker und Alyssa Baumann, die Nassar beschuldigten, sie sexuell missbraucht zu haben. Es ist einer der größten sexuellen Missbrauchsskandale in der Geschichte des Sports.

## Historie
1992 wurde der Trainer Robert Dean Head wegen sexueller Übergriffe verurteilt, er wird als erster Fall bei USAG gewertet. Nassar arbeitete seit 1978 als Betreuer für Turner während seiner Schulzeit und seines Studiums. 1986 trat er eine Stelle bei USAG an, als Mitglied des medizinischen Teams und Trainer. 1992 wurde Nassar erstmals auffällig. USAG führt Akten über auffällige Trainer, wurde aber nur teilweise oder gar nicht tätig. Am 11. Juli 2017 wurde Nassar wegen des Besitzes von Kinderpornografie auf Bundesebene angeklagt und am 7. Dezember 2017 zu 60 Jahren Gefängnis verurteilt. Am 22. November 2017 bekannte er sich vor einem staatlichen Gericht in sieben Fällen der sexuellen Nötigung ersten Grades für schuldig und bekannte sich eine Woche später in drei weiteren Fällen von sexueller Nötigung schuldig. Am 24. Januar 2018 wurde Nassar zu einer zusätzlichen Haftstrafe von 40 bis 175 Jahren verurteilt, die nach der Verbüßung der 60-jährigen Bundeshaftstrafe für Kinderpornografie in Kraft treten soll. Am 5. Februar 2018 erhielt Nassar weitere 40 bis 125 Jahre. Seit 2018 ist er im United States Penitentiary in Coleman, Florida inhaftiert.

## Untersuchung
Der Indianapolis Star führte eine Untersuchung über das Versagen von Schul- und Tagesbetreuern, mutmaßlichen Kindesmissbrauch den Behörden zu melden. Vor diesem Hintergrund kamen die Ermittlungen auf USAG. In Georgia reichte die Zeitung eine Klage ein, um so an die Akte über die bei USAG auffällig gewordenen Trainer zu gelangen. Das Gericht entschied, dass die Akte von öffentlichem Interesse und freizugeben sei. Es stellte sich heraus, dass in dieser Akte 54 Trainer aufgeführt waren. In einem Zeitraum von über neun Monaten der Untersuchung ergab sich, dass die Missbräuche weit verbreitet waren, weil „räuberische Trainer von Turnhalle zu Turnhalle ziehen durften, unentdeckt durch ein laxes System der Aufsicht, oder gefährlich von USA-Gymnastics-zertifizierten Turnhallen weitergegeben wurden“. Diese Aussage wurde im Fall des Trainers Ray Adams getroffen. Ray Adams wurde mehrfach auffällig, verhaftet und verurteilt, durfte aber 20 Jahre lang weiter als Trainer arbeiten. USAG und die Michigan State University – an der Nassar als osteopathischer Arzt arbeitete – wurden beschuldigt, Nassars Missbrauch ermöglicht zu haben, und werden als Beklagte in Zivilklagen genannt, die ehemalige Turner gegen Nassar eingereicht haben. Neben Nassar waren weitere Trainer im ganzen Land in den Skandal verwickelt, unter anderem in Michigan, Pennsylvania, Kalifornien, Rhode Island und Indiana.
Im Rahmen der Ermittlungen wurde der damalige CEO von USAG, Steve Penny, verhaftet und angeklagt wegen Vertuschung und Verschleppung von Ermittlungen auf Bundesebene. Das Trainer-Ehepaar Bela und Martha Karolyi betrieb von 2000 bis 2018 das nationale Trainingszentrum auf seiner Ranch in Texas, im Rahmen der Ermittlungen wurden die Verträge aufgelöst.

## Gerichtsverfahren
2018 einigten sich die Opfer im Verfahren gegen die Michigan State University auf eine Zahlung von 500 Mio. US-Dollar. In einem weiteren Verfahren gegen USAG und das United States Olympic & Paralympic Committee sprach ein Gericht den zahlreichen Klägerinnen, darunter die drei Olympiasiegerinnen Biles, Raisman und Maroney, am 13. Dezember 2021 eine Entschädigung in Höhe von 380 Mio. US-Dollar zu. Die Vereinbarung wurde vor dem United States bankruptcy court („Amerikanischer Gerichtshof für Insolvenzfälle“) in Indiana getroffen, der über die Insolvenz von USAG verhandelt.

## Rezeption
Am 16. Mai 2018 wurde bekannt gegeben, dass die Opfer mit dem Arthur Ashe Courage Award ausgezeichnet werden. Am 13. Dezember desselben Jahres verlieh die National Collegiate Athletic Association (NCAA) Nichols den Inspiration Award für 2019.
Auf Netflix wurde im Jahr 2020 eine Dokumentation mit dem Titel Athlete A veröffentlicht.